# フィンランド・マルッカ
フィンランド・マルッカ（フィンランド語: Suomen markka、スウェーデン語: finsk mark）はフィンランドの旧通貨。1860年から2002年2月28日のユーロ導入による廃止まで、フィンランドの法定通貨であった。
通貨コードはFIM、また、一般的にはmkと記載した。1マルッカは100ペンニであり、1ユーロとの交換比率は5.94573マルッカとされた。

## 名称
マルッカの名前は中世の重さの単位に基づいており、マルッカ、ペンニ共にドイツマルクやペニヒと同じ語源の外借語である。
「マルッカ」という単語は通貨そのものが登場する数世紀前に作られていたが、通貨制度自体は「マルッカ」という名前がつけられる以前に導入されている。通貨の名称としていくつかの案が出され、「sataikko」（「100の部品を持っている」の意）、「omena」（「リンゴ」の意）、「suomo」（フィンランド人の自称）などの案があった。
マルッカとペンニの複数形はそれぞれマルッカー（markkaa）とペンニア、またはペンニエ（penniä）となる。また、口語では金種ごとに様々な呼称が存在している（有名な例として1000マルッカ紙幣を意味する「tonnin seteli」や、ユーロ導入後のマルッカのレトロニムである「mummonmarkka」など）。

## 歴史
1860年、マルッカはフィンランド銀行によって導入され、ロシアの施政下にあったフィンランドでは1ルーブルに対して4マルッカとされた。1865年にはマルッカとルーブルの定率交換が廃止され、銀本位制へ、その後、1917年のフィンランド独立の際この通貨は金本位制に移行する。さらに金本位制は1940年に撤廃されているが、マルッカは当時勃発した冬戦争の影響で起こったインフレーション煽りも受けていた。
1963年にデノミネーションが実施され、100旧マルッカが1新マルッカとなった。
1948年、フィンランドはブレトン・ウッズ協定に参加し、1USドル=320マルッカで固定された。1963年の新マルッカ変更後は1ドル=3.20マルッカになり、1967年には1ドル=4.20マルッカに変更された。1971年のブレトン・ウッズ体制崩壊後は通貨バスケット制を導入、その後マルッカは幾度かの通貨切り下げが行われ、ドイツマルクの価値が上昇する一方で価値が下がり続けるUSドルと同調し、1975年から1990年までの間に通貨価値は60%下がった。通貨の切り下げの影響により、USドルで取引されることが多い製紙業は輸出が伸び悩み、大きな打撃を受けた。1980年代から1990年代にかけて、さまざまな経済規制が取り除かれ、市場は徐々に自由化していった。
1991年、マルッカはバスケット通貨である欧州通貨単位（ECU）とのペッグ制がとられるようになる。しかしこのペッグ制に参加して2か月で12%の価値下落が生じたため、マルッカはECUから撤退せざるを得なくなった。また1992年にはフィンランドに恐慌が起きる。いくつかの理由があるが、最大のものは1980年の好況の際に生み出した負債をこのときに一気に被ったことが大きい。また、ソビエト社会主義共和国連邦の崩壊によって両国間での通商が途絶え、また既存の取引先も深刻な打撃を受けた。同時に輸出収入の元である西欧市場も混乱し、取引量がさらに下がった。結果としてマルッカの固定相場は放棄され、変動為替制へと変化した。通貨価値はその後も13%減少、さらに名目物価もドイツ並みの水準へと暴騰しかけた。また、このため、外貨建てで資金を借りていた企業は途方もない負債を被る形となった。
この後1996年にマルッカは欧州為替相場メカニズムに参加、1999年にはユーロ導入を決定、2002年にはユーロ通貨が導入された。仮にフィンランドがユーロ制度を導入していなかったら、インターネット・バブルなどの市場変動によりマルッカは荒い値動きをしていたと考えられている。

## 硬貨
ユーロ導入時点で有効だった・流通していた硬貨は以下の通りである。

### 1990年以前
- 1ペンニ（アルミニウム、1969年-1979年） - 裏面に額面数字、表面にハンヌンヴァークナ（フィンランド語: Hannunvaakuna）[注釈 1]
- 5ペンニア（アルミニウム、1977年-1990年） - 裏面に額面数字、表面にハンヌンヴァークナ
- 10ペンニア（アルミニウム、1983年-1990年） - 表面にフィンランドの国章、裏面に額面数字と木
- 20ペンニア（アルミニウム青銅、1963年-1990年） - 表面にフィンランドの国章、裏面に額面数字と木
- 50ペンニア（アルミニウム青銅、1963年-1990年） - 表面にフィンランドの国章、裏面に額面数字と木
- 1マルッカ（白銅、1969年-1993年） - 表面にフィンランドの国章、裏面に額面数字と群生する木々のモチーフ
- 5マルッカ（アルミニウム青銅、1979年-1993年） - 表面に砕氷船、裏面に額面数字と飛び交う鳥のモチーフ

### 1990年以降
- 10ペンニア（白銅、1990年-） - 裏面にミツバチの巣、表面にスズランの花
- 50ペンニア（白銅、1990年-） - 裏面にスギゴケ、表面にクマ
- 1マルッカ（アルミニウム青銅、1993年-） - 表面にフィンランドの国章、裏面に額面数字
- 5マルッカ（ニッケルアルミニウム青銅、1993年-） - 裏面にスイレンの葉とその上にトンボ、表面にサイマーワモンアザラシ（英語版）
- 10マルッカ（バイメタル貨、1993年-） -  裏面にナナカマドの木の枝と実、表面にヨーロッパオオライチョウ

## 紙幣
フィンランドの紙幣は、カナダやアメリカの紙幣と同様に全額面で紙幣の大きさが同じ（142mm x 69mm）であり、デノミ前の1955年にサイズが統一された。紙幣にはフィンランドの公用語であるフィンランド語とスウェーデン語が併記されている。フィンランドは他の北欧諸国と同じくキャッシュレス社会が早くから浸透しており、ユーロ導入直前の時点ではデビットカード決済が全体の38.7%を占めていた。その為か現金はほとんど100マルッカ紙幣1種類のみが広く流通していた。
ユーロ導入時点で有効だった・流通していた紙幣は以下の通りである。

### 1963年シリーズ

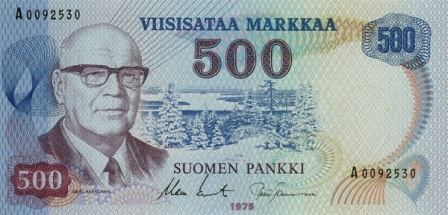
500マルッカ紙幣（1975年）

1963年にデノミネーションに伴い発行された。タピオ・ヴィルカラによってデザインされたデノミ前の1955年シリーズのデザインを踏襲しており、表にはフィンランドの大統領や政治家、裏にはフィンランドの国章と彩紋が描かれている。また、1975年発行の500マルッカ紙幣のデザインを担当したパーヴォ・フオヴィネン（フィンランド語: Paavo Huovinen）によって1976年から1980年にかけて色味や肖像などのリデザインを施した改訂版の10、50、100マルッカ紙幣が発行された。
- 1マルッカ（黄土色、1963年-1977年） - ライ麦の束
- 5マルッカ（青色、1963年-1977年） - トウヒの枝
- 10マルッカ（薄緑色、1963年-1986年） - フィンランド第7代大統領のユホ・クスティ・パーシキヴィ
- 50マルッカ（茶色、1963年-1986年） - フィンランド初代大統領のカールロ・ユホ・ストールベリ（英語版）
- 100マルッカ（紫色、1963年-1986年） - 政治家のユーハン・ヴィルヘルム・スネルマン
- 500マルッカ（青色、1975年-1986年） - 表面:フィンランド第8代大統領のウルホ・ケッコネンとヴオカッティ（英語版）、裏面:フィンランドの国章とフィンランドの伝統州の紋章

### 1986年シリーズ

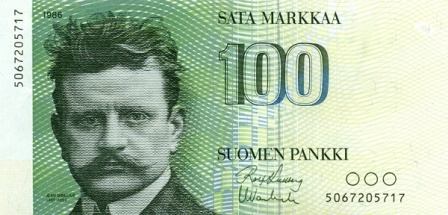
100マルッカ紙幣（1986年）

フィンランド人デザイナーであるトルステン・エクストロームとエリック・ブルーンによって1982年にデザインされ、1986年から1987年にかけて発行された。表はフィンランドの文化人の肖像、裏はフィンランドの風景のモチーフとなっており、10〜50マルッカは独立後のフィンランド、100・500マルッカはフィンランド大公国時代、1000マルッカはスウェーデン＝フィンランド時代をテーマとしている。肖像部分はコンピュータを用いてデザインされ、連続する波線の濃淡に変化をつけて描き出されているのが特徴である。
1991年、50マルッカ以上の紙幣にホログラムやマイクロ文字などの偽造防止技術を追加した改訂版『Litt. Aシリーズ』が発行され、ユーロ導入まで流通した。1993年には10マルッカの硬貨への置き換えに伴い20マルッカ紙幣が新規に発行された（1997年に改訂）。
| 画像 | 画像 | 額面         | 基調色 | 表面                             | 裏面                                         | 発行年    |
| 表面 | 裏面 | 額面         | 基調色 | 表面                             | 裏面                                         | 発行年    |
| ---- | ---- | ------------ | ------ | -------------------------------- | -------------------------------------------- | --------- |
|      |      | 10マルッカ   | 水色   | パーヴォ・ヌルミ                 | ヘルシンキ・オリンピックスタジアムのトラック | 1987-1993 |
|      |      | 20マルッカ   | 青緑色 | ヴァイノ・リンナ                 | タンペレの街並みとタンメルコスキ川           | 1993-1997 |
|      |      | 20マルッカ   | 水色   | ヴァイノ・リンナ                 | タンペレの街並みとタンメルコスキ川           | 1997-2001 |
|      |      | 50マルッカ   | 茶色   | アルヴァ・アールト               | フィンランディア・ホール                     | 1986-2001 |
|      |      | 100マルッカ  | 緑色   | ジャン・シベリウス               | 森へと飛翔するオオハクチョウの群れ           | 1986-2001 |
|      |      | 500マルッカ  | 赤色   | エリアス・リョンロートとカンテレ | プンカハリュの針葉樹林と湖沼                 | 1987-2001 |
|      |      | 1000マルッカ | 紺色   | アンダース・シデニウスと帆船     | スオメンリンナの要塞の王の門                 | 1986-2001 |

また、インフレーションを見越して更に高額な5000マルッカ紙幣の発行も検討されデザインも確定していたが、余りにも高額すぎることやインフレの鈍化に伴い印刷・発行はされなかった。
- 5000マルッカ（紫色、未発行） - 表面:司教のミカエル・アグリコラ、裏面:トゥルク大聖堂